# Tübinger Stift
Le Tübinger Stift  ou séminaire protestant de Tübingen, est un bâtiment de résidence et d'enseignement de l' Église protestante luthérienne en Wurtemberg, situé dans la ville universitaire de  Tübingen. Il fut fondé en 1536 par le duc Ulrich VI à l'intention des étudiants nés dans le Wurtemberg qui se destinaient à la prêtrise ou à l'enseignement. 
Les étudiants y sont nourris et logés et bénéficient d'autres avantages. De tout temps, l'enseignement au Stift a mis l'accent sur la philosophie et la philologie. Un important courant théologique et exégétique protestant fondé par Ferdinand Christian Baur y naït, l'École de Tübingen. Plusieurs anciens élèves et tuteurs du Tübinger Stift sont des théologiens, philosophes et savants connus.

## Anciens élèves connus
- Philipp Nikodemus Frischlin (1547-1590), poète, dramaturge, mathématicien et astronome
- Michael Maestlin (1550-1631), astronome et mathématicien
- Johannes Kepler (1571-1630), astronome
- Johann Valentin Andreae (1586-1654), théologien
- Wilhelm Schickhardt (1592-1635), théologien, astronome et polymathe
- Johann Albrecht Bengel (1687-1752), théologien
- Friedrich Christoph Oetinger (1702-178), théologien
- Karl Friedrich Reinhard (1761-1837), homme politique et diplomate français
- Karl Philipp Conz (1762-1827), poète, écrivain
- Friedrich Hölderlin (1770-1843), poète
- Georg Hegel (1770-1831), philosophe
- Friedrich Schelling (1775-1854), philosophe
- Gustav Schwab (1792-1850), ministre, poète et écrivain
- Ferdinand Christian Baur (1792-1860), théologien
- August Pauly (1796-1845), philologue
- Wilhelm Hauff (1802-1827), écrivain
- Wilhelm Waiblinger (1804-1830), poète, écrivain
- Eduard Mörike (1804-1875), ministre et poète
- Friedrich Theodor Vischer (1807-1887), écrivain et professeur de littérature
- David Strauss (1808-1874), théologien, philosophe et écrivain
- Jakob Friedrich Reiff (1810-1879), philosophe
- Hermann Kurz (1813-1873), poète et écrivain
- Eduard Zeller (1814-1908), théologien et philosophe
- Georg Herwegh (1817-1875), poète et révolutionnaire
- Ferdinand von Hochstetter (1829-1884), géologue et naturaliste
- Albert Schäffle (1831-1903), économiste, sociologue et homme politique
- Louis-Auguste Sabatier (1839-1901), théologien français
- Eberhard Nestle (1851-1913), théologien et orientaliste
- Hans Vaihinger (1852-1933), philosophe
- Johannes Hieber (1862-1951), homme politique
- Immanuel Herrmann (1870–1945), théologien, ingénieur et homme politique
- Karl Heim (de) (1874-1958), théologien
- Albert Schwegler (1819-1857), théologien, philosophe et historien
- Edwin Hoernle (1883-1952), homme politique